# Manuel de Machado Lobo
Manuel de Madureira Lobo (?, Chaves - ?) foi um administrador colonial português e Cavaleiro Fidalgo da Casa Real, foi nomeado Capitão-Mór do Grão-Pará em reconhecimento de seu destaque militar nas regiões do Alentejo e Trás-os-Montes, também participou da Guerra de Sucessão Espanhola. 